# Węgorzyno (jezioro na Pojezierzu Ińskim)
Węgorzyno – jezioro na Pojezierzu Ińskim, w woj. zachodniopomorskim, w powiecie łobeskim, gm. Węgorzyno, w granicach administracyjnych miasta Węgorzyno. Powierzchnia lustra wody obejmuje według różnych źródeł od 59,4 ha do 72,8 ha. Objętość wody w jeziorze wynosi 3040,6 tys. m³. 
Charakteryzuje się podmokłymi brzegami; wokół duże zróżnicowanie terenu; od strony północnej kąpielisko, ośrodek wypoczynkowy i pole namiotowe.
Według danych regionalnego zarządu gospodarki wodnej dominującymi gatunkami ryb w wodach Węgorzyna są: płoć, leszcz, sandacz. Pozostałymi gatunkami ryb występującymi w jeziorze są: szczupak pospolity, okoń europejski, węgorz europejski, ukleja, lin, karaś złocisty, wzdręga.
W 1998 roku dokonano badań czystości wody jeziora Węgorzyno, gdzie oceniono stan wód na III klasę czystości, a jezioro otrzymało III kategorię podatności na degradację biologiczną.
Na wodach Węgorzyna obowiązuje zakaz używania jednostek pływających z napędem spalinowym. 
W 1955 roku zmieniono urzędowo niemiecką nazwę jeziora – Wangeriner See, na polską nazwę – Jezioro Węgorskie. W 2006 roku Komisja Nazw Miejscowości i Obiektów Fizjograficznych w wykazie hydronimów przedstawiła nazwę Węgorzyno.